# Monterroso
Monterroso es una villa y municipio español, situado en el oeste de la provincia de Lugo, cerca del centro geográfico de la comunidad autónoma de Galicia. Es capital de la comarca de Ulloa, partido judicial de Chantada, y comprende 28 parroquias, compuestas por 136 núcleos de población. En dicho término municipal se encuentra el establecimiento penitenciario de A Vacaloura.

## Historia
Se denomina Monterroso porque a mediados del siglo XII se asientan a vivir en el monte, donde está construido el pueblo actual, llamado Monterroso.
Durante la época romana, el concello era atravesado por varias vías, incluyendo la XIX del Itinerario Antonino, que unía Lugo con Braga. 
Por Ligonde pasa el Camino de Santiago. Concretamente el Camino Francés, siendo esta parroquia la etapa número 27 en el susodicho Camino.

## Geografía humana

### Demografía
Cuenta con una población de 3632 habitantes (INE 2024).
| Gráfica de evolución demográfica de Monterroso entre 1842 y 2021                                                      |
| |
| Población de derecho según los censos de población del INE. Población de hecho según los censos de población del INE. |

#### Villa
| Gráfica de evolución demográfica de Monterroso (villa) entre 2000 y 2020 |
|                                                                          |
| Datos según el nomenclátor publicado por el INE.                         |

### Economía
La base económica del ayuntamiento es el sector primario, especialmente la ganadería. Siguiente en importancia es el sector terciario, concentrado en Monterroso (educación, sanidad, administración, comercio, bancos,etc.), así como el Centro Penitenciario de A Vacaloura.
La villa posee un parque empresarial a la entrada de la misma sentido Lalín . 
En estos momentos, empieza a resurgir el Turismo en la zona, especialmente el rural, ya que existen alojamientos de calidad en este concello, sumándose poco a poco nuevas incorporaciones...

## Organización territorial
El municipio está formado por ciento treinta y seis entidades de población distribuidas en veintiocho parroquias:
- Arada (Santa María)
- Balboa[5]
- Bidouredo (Santiago)
- Bispo[5]
- Cumbraos (San Martiño)
- Esporiz (San Miguel)
- Fente (San Martiño)
- Ferreiros[5] (San Ciprián)[4]
- Frameán (San Pedro)
- Fufín (San Martiño)
- Lavandelo (Santiago)
- Leborey[5]
- Ligonde (Santiago)
- Lodoso (San Xoán)
- Marzán (Santa María)
- Milleirós (San Pedro)
- Novelúa (San Cristobo)[4]
- Pedraza (Santa María)
- Penas (San Miguel)
- Pol (San Ciprián)[4]
- Salgueiros (Santa María)
- Sambreixo[5] (San Salvador)[4]
- Seteiglesias[5]
- Sirgal (San Andrés)[4][6]
- Sucastro (Santa Mariña)
- Tarrío (Santa María)
- Villanueva[5]
- Viloíde (San Cristobo)[4]

## Deporte
En Semana Santa, se celebra el torneo promesas “José Manuel Alvelo”, en el que participan de media, 80 equipos de toda Galicia.